# Orbellia amurensis
Orbellia amurensis är en tvåvingeart som beskrevs av Gorodkov 1972. Orbellia amurensis ingår i släktet Orbellia och familjen myllflugor. Inga underarter finns listade i Catalogue of Life.